# Ctenochilus argentinus
Ctenochilus argentinus är en stekelart som beskrevs av Brethes 1903. Ctenochilus argentinus ingår i släktet Ctenochilus och familjen Eumenidae. Inga underarter finns listade i Catalogue of Life.